# Heshan (häradshuvudort i Kina, Hunan Sheng, lat 28,58, long 112,35)
Heshan (kinesiska: 赫山, 赫山区) är en häradshuvudort i Kina. Den ligger i provinsen Hunan, i den södra delen av landet, omkring 74 kilometer nordväst om provinshuvudstaden Changsha. Antalet invånare är 836 455. Befolkningen består av 416 689 kvinnor och 419 766 män. Barn under 15 år utgör 14,0 %, vuxna 15-64 år 74 %, och äldre över 65 år 10,0 %.
Runt Heshan är det tätbefolkat, med 683 invånare per kvadratkilometer. Heshan är det största samhället i trakten. Trakten runt Heshan består till största delen av jordbruksmark.
Genomsnittlig årsnederbörd är 1 680 millimeter. Den regnigaste månaden är maj, med i genomsnitt 312 mm nederbörd, och den torraste är december, med 46 mm nederbörd.